# Stăncești, Prahova
Stăncești este un sat în comuna Târgșoru Vechi din județul Prahova, Muntenia, România.
Comunitatea de la Stăncești, județul Prahova, s-a înființat înainte de anul 1500. Oamenii s-au stabilit prin aceste locuri, întrucât apele râului Prahova, care trece pe la marginea satului, le erau de folos pentru gospodării. Cu toate acestea, ele au adus și multe probleme. S-a întâmplat să se reverse de mai multe ori, inundând satul.

## Poziționare geografică
- Satul Stăncești se află pe DN1A între București - 42 km - Buftea - Ploiești - 18 km
- Latitudine. 44.85°, Longitudine. 25.9°

## Biserica
Potrivit surselor existente, biserica din zid ar fi fost ridicată la 1502, de către jupân Cristin Vornicul, apropiat al lui Vlad Țepeș. „Această comunitate de creștini ortodocși a fost destul de greu încercată, pentru că, fiind în apropierea cetății domnești a lui Vlad Țepeș, de la Turnu, incursiunile turcilor treceau și pe aici. Bătrânii spun că cei de la curte se refugiau în satul care s-ar numi așa după numele Doamnei Stanca“, ne povestește pr. Vicențiu Dumitru, parohul de la Stăncești.
Biserica înghițită de ape
Biserica „Sf. Ap. Petru și Pavel“ a fost inundată și distrusă în două rânduri. Prima dată a fost refăcută la 1840, de către Ion Arion, mare clucer. La începutul secolului al XX-lea, apele Prahovei au inundat din nou biserica și au dărâmat-o în totalitate. Astfel, pe vechiul amplasament, în anul 1974, a început reconstruirea unei noi biserici care să respecte întru totul arhitectura primeia, înghițită de ape. Până în 1985 a fost terminată, fiind sfințită.
În 1995, s-a terminat și pictura bisericii, astfel fiind târnosită de PS Vincențiu Ploieșteanul, Episcop-Vicar Patriarhal. În același an, Stăncești a devenit parohie de sine stătătoare. Cu biserica terminată, oamenii au început să se implice și mai mult în viața parohiei, acum având și libertatea religioasă de care nu au beneficiat în regimul de tristă amintire. 

## Demografie
Satul are în jur de 250 de familii, majoritatea creștini ortodocși. De asemenea găsim și familii de alte religii cum ar fi penticostali, evangheliști.

## Sport
Echipa de fotbal Mevicom Stăncești a jucat în liga C Prahova.